# Каракемер (Хобдинский район)
Каракемер (каз. Қаракемер, до 1998 г. — Брусиловка) — аул в Хобдинском районе Актюбинской области Казахстана. Входит в состав Кызылжарского сельского округа. Код КАТО — 154257300.

## История
В 1940 году Красноярский сельский совет (вместе с селом Краснояр и селом Брусиловка) Буранного района Чкаловской области РСФСР был передан в состав Хобдинского района Актюбинской области Казахской ССР.

## Население
В 1999 году население аула составляло 530 человек (254 мужчины и 276 женщин). По данным переписи 2009 года, в ауле проживало 245 человек (118 мужчин и 127 женщин).